# Mariä Geburt (Guttenburg)

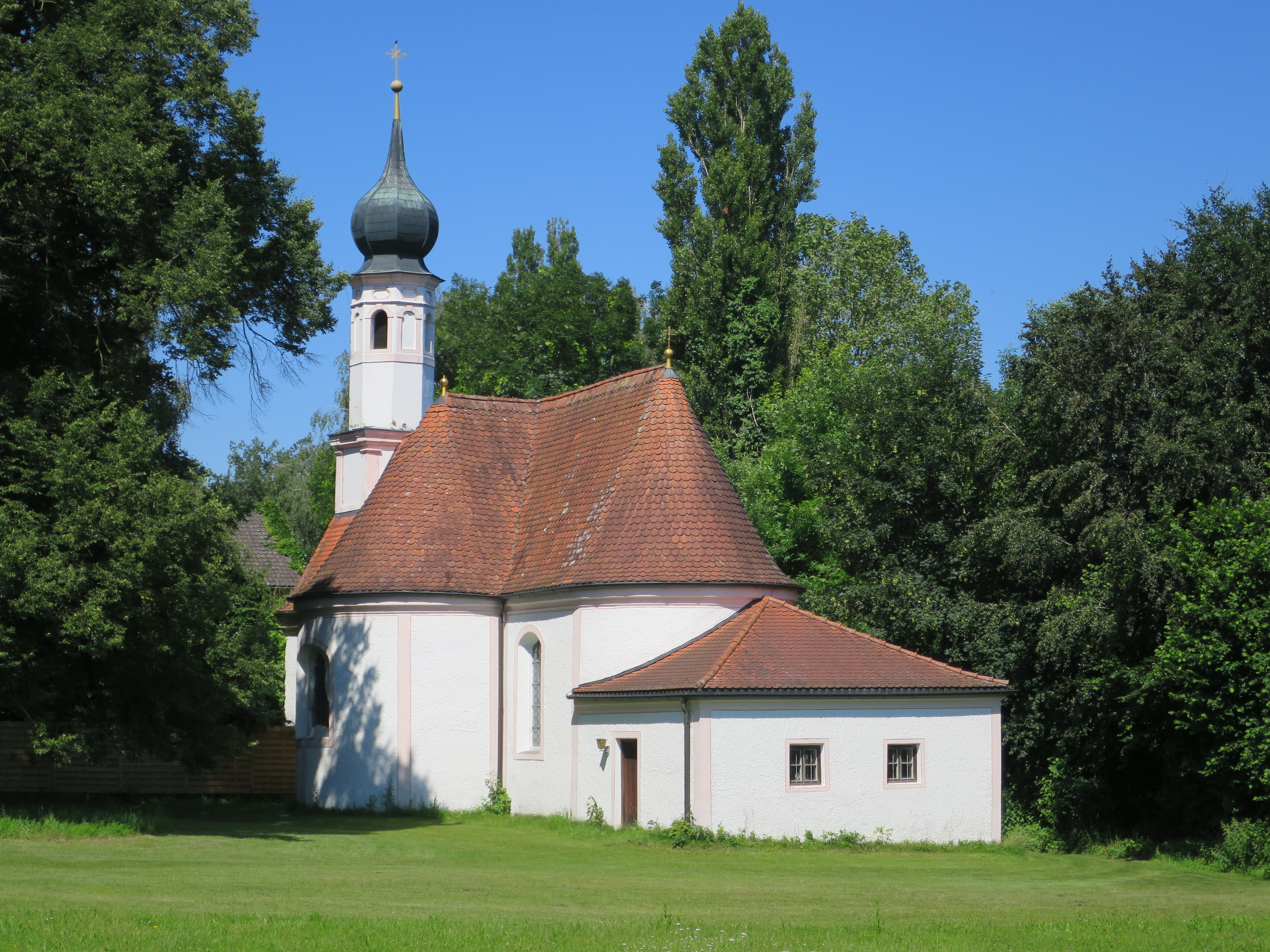
Mariä Geburt in Guttenburg

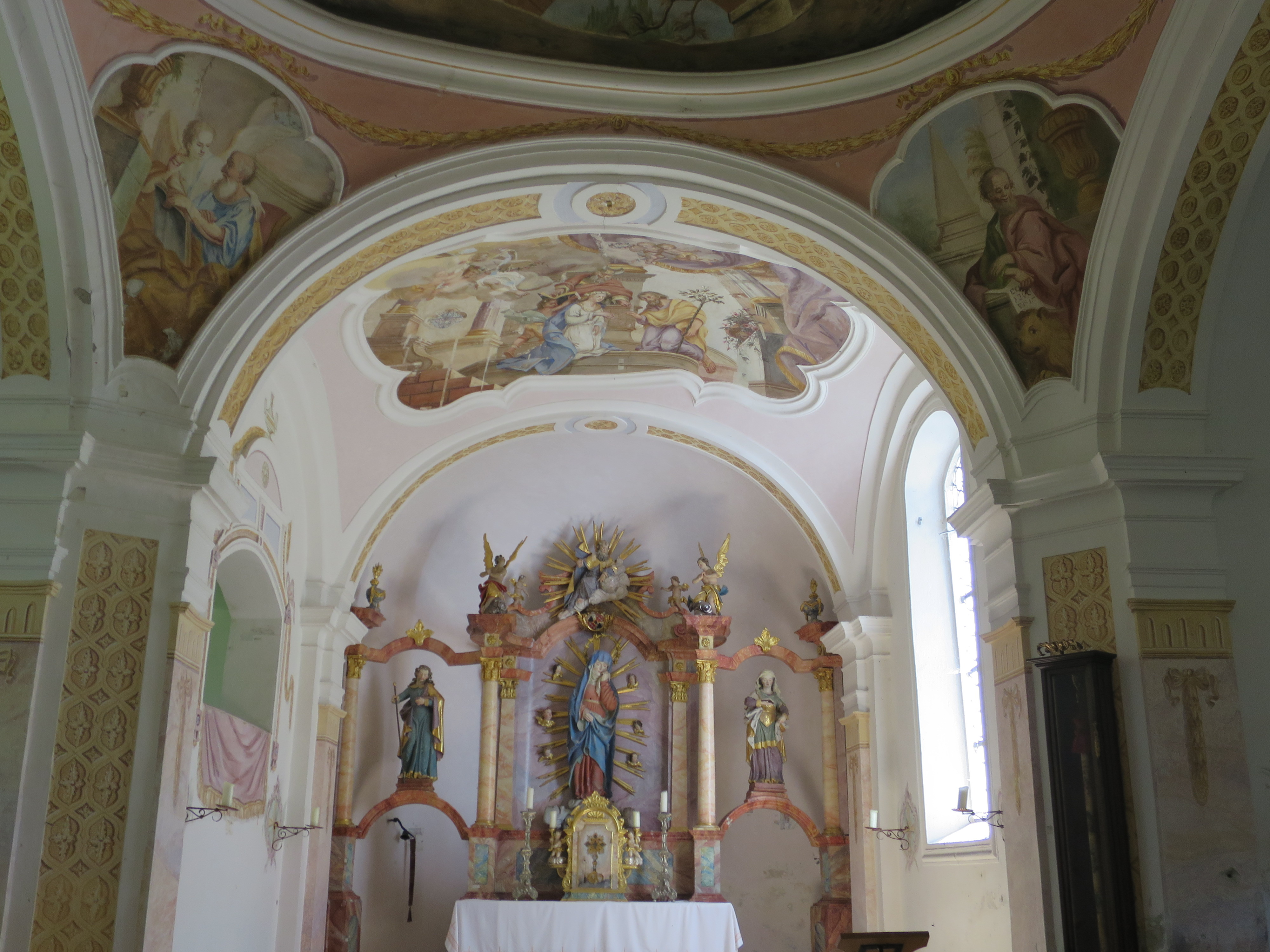
Innenansicht

Die römisch-katholische Filial- und Wallfahrtskirche Mariä Geburt steht in Guttenburg, einem Gemeindeteil des Marktes Kraiburg am Inn im oberbayerischen Landkreis Mühldorf am Inn. Das Bauwerk ist in der Liste der Baudenkmäler in Kraiburg am Inn als Baudenkmal unter der Nr. D-1-83-124-85 eingetragen. Die Filialkirche gehört zur Kuratie Frauendorf im Pfarrverband Kraiburg-Flossing, welcher dem Dekanat Mühldorf am Inn im Erzbistum München und Freising zugehörig ist.

## Beschreibung
Die Kreuzkirche wurde 1790/91 erbaut. Sie besteht aus dem Langhaus mit drei Jochen, dem zentralisierten Drei-Konchen-Chor und dem quadratischen Dachreiter über dem Satteldach des Langhauses im Westen, auf dessen achteckigem Obergeschoss eine Zwiebelhaube sitzt.
Das östliche Joch des Langhauses ist als Vierung ausgebildet, die mit einer Kuppel überspannt ist. Die Deckenmalerei von 1791 wird Martin Anton Seltenhorn zugeschrieben. Das Altarretabel des um 1790/91 aufgestellten Altars zeigt ein Gnadenbild.